# Uranotaenia henrardi
Uranotaenia henrardi är en tvåvingeart som beskrevs av Edwards 1935. Uranotaenia henrardi ingår i släktet Uranotaenia och familjen stickmyggor. Inga underarter finns listade i Catalogue of Life.